# Wriothesley Russell, II duca di Bedford
Wriothesley Russell, II duca di Bedford (Londra, 1º novembre 1680 – 26 maggio 1711) è stato un nobile britannico.

## Biografia
Wriothesley Russell era figlio di Lord William Russell, Lord Russel, e Lady Rachel Wriothesley, figlia di Lord Thomas Wriothesley. Curiosamente alla nascita gli venne imposto per nome il cognome di sua madre. Studiò presso Magdalen College di Oxford dove si diplomò nel 1696.
Nel 1698 circa, iniziò la costruzione del Howland Great Wet Dock, uno dei porti della London Docklands sul Tamigi, su alcune delle terre portate in dote da sua moglie a Rotherhithe. Lord Russell portò avanti questo progetto grazie ai generi Lord Scroop Eggerton, I duca di Bridgewater e Lord William Capell, III conte di Essex. Russell ricoprì dunque l'incarico di Lord Luogotenente del Cambridgeshire, del Bedfordshire e del Middlesex tra il 1701 ed il 1711. Egli fu inoltre gentiluogo di camera di Guglielmo III dal 1701 al 1702. Dopo la morte di Guglielmo, venne investito dell'Ordine della Giarrettiera il 14 marzo 1702 e prestò servizio come Lord Gran Conestabile d'Inghilterra all'incoronazione della regina Anna.
Russell morì nel 1711, all'età di 30 anni, di vaiolo e venne sepolto il 30 maggio nella "Bedford Chapel" nella chiesa di St. Michael a Chenies, nel Buckinghamshire. Alla sua morte, come intendente del Bedfordshire gli succedette il cugino Lord Henry Grey, I duca di Kent mentre come intendente del Middlesex l'avversario politico (Tory) Lord John Sheffiel, I duca di Buckingham e Normanby.

## Matrimonio
Sposò, il 23 maggio 1691, la ricca ereditiera Elizabeth Howland (1682-29 luglio 1724), figlia di John Howland e Elizabeth Child.
La coppia ebbe sei figli:
- William Russell, marchese di Tavistock (13 agosto 1703-dicembre 1703);
- William Russell, marchese di Tavistock (1704-maggio 1707);
- Lady Rachael Russell (1707-1777), sposò Scroop Egerton, I duca di Bridgwater, ebbero cinque figli;
- Wriothesley Russell, III duca di Bedford (1708-1732);
- John Russell, IV duca di Bedford (1710-1771);
- Lady Elizabeth Russell (1711-1784), sposò William Capell, III conte di Essex, ebbero quattro figli.

## Ascendenza
|                                             |                                             |                                            | Genitori                             |  |  | Nonni |  |  | Bisnonni                             |  |  | Trisnonni                               |  |
|                                             |                                             |                                            |                                      |  |  |       |  |  | Francis Russell, IV conte di Bedford |  |  | William Russell, I barone di Thornhaugh |  |
|                                             |                                             |                                            |                                      |  |  |       |  |  | Francis Russell, IV conte di Bedford |  |  | William Russell, I barone di Thornhaugh |  |
|                                             |                                             | Elizabeth Long                             |                                      |  |  |       |  |  | Francis Russell, IV conte di Bedford |  |  |                                         |  |
| William Russell, I duca di Bedford          |                                             |                                            |                                      |  |  |       |  |  | Francis Russell, IV conte di Bedford |  |  |                                         |  |
|                                             |                                             | hon. Catharine Brydges                     | Giles Brydges, III barone di Chandos |  |  |       |  |  |                                      |  |  |                                         |  |
|                                             |                                             | hon. Catharine Brydges                     | Giles Brydges, III barone di Chandos |  |  |       |  |  |                                      |  |  |                                         |  |
|                                             |                                             | hon. Catharine Brydges                     | lady Frances Clinton                 |  |  |       |  |  |                                      |  |  |                                         |  |
| William Russell, lord Russell               |                                             | hon. Catharine Brydges                     |                                      |  |  |       |  |  |                                      |  |  |                                         |  |
|                                             |                                             | Robert Carr, I conte di Somerset           | sir Thomas Carr                      |  |  |       |  |  |                                      |  |  |                                         |  |
|                                             |                                             | Robert Carr, I conte di Somerset           | sir Thomas Carr                      |  |  |       |  |  |                                      |  |  |                                         |  |
|                                             |                                             | Robert Carr, I conte di Somerset           | Janet Scott                          |  |  |       |  |  |                                      |  |  |                                         |  |
| lady Anne Carr                              |                                             | Robert Carr, I conte di Somerset           |                                      |  |  |       |  |  |                                      |  |  |                                         |  |
|                                             |                                             | lady Frances Howard                        | Thomas Howard, I conte di Suffolk    |  |  |       |  |  |                                      |  |  |                                         |  |
|                                             |                                             | lady Frances Howard                        | Thomas Howard, I conte di Suffolk    |  |  |       |  |  |                                      |  |  |                                         |  |
|                                             |                                             | lady Frances Howard                        | Katherine Knyvet                     |  |  |       |  |  |                                      |  |  |                                         |  |
| Wriothesley Russell, II duca di Bedford     |                                             | lady Frances Howard                        |                                      |  |  |       |  |  |                                      |  |  |                                         |  |
|                                             | Henry Wriothesley, III conte di Southampton | Henry Wriothesley, II conte di Southampton |                                      |  |  |       |  |  |                                      |  |  |                                         |  |
|                                             | Henry Wriothesley, III conte di Southampton | Henry Wriothesley, II conte di Southampton |                                      |  |  |       |  |  |                                      |  |  |                                         |  |
|                                             | Henry Wriothesley, III conte di Southampton | hon. Mary Browne                           |                                      |  |  |       |  |  |                                      |  |  |                                         |  |
| Thomas Wriothesley, IV conte di Southampton | Henry Wriothesley, III conte di Southampton |                                            |                                      |  |  |       |  |  |                                      |  |  |                                         |  |
|                                             |                                             | Elizabeth Vernon                           | sir John Vernon                      |  |  |       |  |  |                                      |  |  |                                         |  |
|                                             |                                             | Elizabeth Vernon                           | sir John Vernon                      |  |  |       |  |  |                                      |  |  |                                         |  |
|                                             |                                             | Elizabeth Vernon                           | Elizabeth Devereux                   |  |  |       |  |  |                                      |  |  |                                         |  |
| lady Rachel Wriothesley                     |                                             | Elizabeth Vernon                           |                                      |  |  |       |  |  |                                      |  |  |                                         |  |
|                                             |                                             | Daniel de Massue, signore di Rouvigny      | Nicholas Massue, signore di St.Aubyn |  |  |       |  |  |                                      |  |  |                                         |  |
|                                             |                                             | Daniel de Massue, signore di Rouvigny      | Nicholas Massue, signore di St.Aubyn |  |  |       |  |  |                                      |  |  |                                         |  |
|                                             |                                             | Daniel de Massue, signore di Rouvigny      | Hélène d'Ailly de Pierrepont         |  |  |       |  |  |                                      |  |  |                                         |  |
| Rachel de Massue de Rouvigny                |                                             | Daniel de Massue, signore di Rouvigny      |                                      |  |  |       |  |  |                                      |  |  |                                         |  |
|                                             |                                             | Madeleine de Pinot des Fontaines           | …                                    |  |  |       |  |  |                                      |  |  |                                         |  |
|                                             |                                             | Madeleine de Pinot des Fontaines           | …                                    |  |  |       |  |  |                                      |  |  |                                         |  |
|                                             |                                             | Madeleine de Pinot des Fontaines           | …                                    |  |  |       |  |  |                                      |  |  |                                         |  |
|                                             |                                             | Madeleine de Pinot des Fontaines           |                                      |  |  |       |  |  |                                      |  |  |                                         |  |

## Onorificenze
| Controllo di autorità | VIAF (EN) 2836153653240655900000 · LCCN (EN) n2018051220 |